# Elton Yeboah
Elton Yeboah (Borgerhout, 25 maart 2005) is een Belgisch professioneel voetballer die bij voorkeur als middenvelder speelt. Hij staat onder contract bij de Belgische eersteklasser KV Mechelen. 

## Statistieken
| Seizoen         | Club             | Competitie      | Competitie | Competitie | Beker | Beker | Europa | Europa | Totaal | Totaal |
| Seizoen         | Club             | Competitie      | Wed.       | Dlp.       | Wed.  | Dlp.  | Wed.   | Dlp.   | Wed.   | Dlp.   |
| --------------- | ---------------- | --------------- | ---------- | ---------- | ----- | ----- | ------ | ------ | ------ | ------ |
| 2022/23         | Jong KV Mechelen | Tweede afdeling | 1          | 0          | —     | —     | —      | —      | 1      | 0      |
| 2023/24         | Jong KV Mechelen | Tweede afdeling | 31         | 2          | —     | —     | —      | —      | 31     | 2      |
| 2024/25         | Jong KV Mechelen | Tweede afdeling | 19         | 3          | —     | —     | —      | —      | 19     | 3      |
| 2024/25         | KV Mechelen      | Eerste klasse A | 2          | 0          | 0     | 0     | 0      | 0      | 2      | 0      |
| Carrière totaal | Carrière totaal  | Carrière totaal | 53         | 5          | 0     | 0     | 0      | 0      | 53     | 5      |

1 De Wolf ·
3 Marsà ·
4 Raemaekers ·
6 Touba ·
7 Hairemans ·
8 Konaté ·
9 Ngoy ·
10 Dahl ·
11 Storm ·
13 Vanheusden ·
14 Raman ·
15 Thoelen ·
16 Schoofs ·
17 Belghali ·
19 Mrabti ·
20 Lauberbach ·
21 Welsh ·
22 Mirás ·
23 Foulon ·
27 Vanrafelghem ·
29 Van den Eynden ·
31 Annell ·
32 Aziz ·
33 Hammar ·
35 Bafdili ·
36 Yeboah ·
38 Antonio ·
40 Van Hof ·
77 Pflücke ·
Coach: Vanderbiest
· Assistent-coach: ?